# Hedwig von Pindo
Hedwig von Pindo (* um 1875; † nach 1902) war eine österreichische Theaterschauspielerin.

## Leben
Die Tochter des Schauspielerehepaares Hans und Marie von Pindo begann 1899 ihre Bühnenlaufbahn am Stadttheater Köln, kam dann ans Hoftheater in Dresden (1900/1901) und trat 1902 in den Verband des Stadttheaters in Magdeburg.
Ihr weiterer Lebensweg ist unbekannt.